# Hydrotaea scambus
Hydrotaea scambus este o specie de muște din genul Hydrotaea, familia Muscidae. A fost descrisă pentru prima dată de Zetterstedt în anul 1838. Conform Catalogue of Life specia Hydrotaea scambus nu are subspecii cunoscute.